# UFC 213
UFC 213：罗梅罗对惠特克（UFC 213: Romero vs. Whittaker）是终极格斗冠军赛（UFC）主办的一场综合格斗赛事，于2017年7月8日在美国内华达州天堂市的T-Mobile体育馆举行。

## 结果
1. ↑  UFC中量级临时冠军战